# Jusuf Kalla
Hadji Jusuf Kalla (Watampone (Zuid-Celebes), 15 mei 1942) is een Indonesisch politicus. Hij was twee termijnen vicepresident van het land: tussen 2004 en 2009 onder president Susilo Bambang Yudhoyono en nogmaals van 2014 tot 2019 onder president Joko Widodo.

## Levensloop
Jusuf Kalla werd geboren als de tweede van tien kinderen in Nederlands-Indië, dat op het moment van zijn geboorte bezet werd door Japan. Zijn ouders waren zakenmensen. Hij studeerde economie aan de Hasanuddin-universiteit in Makassar. Op de universiteit werd Kalla actief voor het Studentenactiefront (KAMI), een organisatie die generaal Soeharto steunde in zijn strijd tegen president Soekarno. Kalla werd voorzitter van de afdeling op Zuid-Celebes, gekozen in het regionale parlement en voorzitter van de jongerenorganisatie van Golkar.
Na zijn afstuderen in 1967 nam hij het bedrijf van zijn vader over en stopte al zijn politieke activiteiten. Oorspronkelijk hield het bedrijf zich vooral bezig met de tussenhandel en transport, maar onder Kalla's leiding groeide het bedrijf snel en investeerde in andere sectoren, zoals in hotels, infrastructuur, vastgoed en telecommunicatie. De Kalla-groep groeide uit tot een van de belangrijkste bedrijven in het oosten van het eilandenrijk.
Kalla keerde in 1987 terug in de politiek als regionaal afgevaardigde namens Zuid-Celebes in het Indonesisch parlement. President Abdurrahman Wahid benoemde hem in 1999 als minister van Handel en Industrie in het Kabinet van Nationale Eenheid, maar dwong hem zes maanden later samen met een andere minister om af te treden wegens corruptie, een beschuldiging die Kalla ontkende. Drie maanden na Kalla's vertrek zette het parlement Wahid af en hij werd opgevolgd door vicepresident Megawati Soekarnoputri. Zijn nam Kalla opnieuw om in de regering als Coördinerend minister van Welzijn. Hoewel het niet binnen zijn portefeuille viel bemiddelde hij in een interreligieus conflict in het plaatsje Poso op zijn geboorte-eiland Celebes. Dit leverde hem veel bekendheid op.
In aanloop naar de Indonesische presidentsverkiezingen in 2004 overwoog hij zich kandidaat te stellen. Hij maakte in augustus 2003 bekend namens Golkar een gooi naar het presidentschap te willen doen. Binnen de partij waren meer gegadigden en Kalla werd door de meeste mensen als een meer waarschijnlijke kandidaat voor het vicepresidentschap beschouwd. Aan de zijde van een Javaans (het eiland met de grootste bevolking) politicus zou hij met zijn niet-Javaanse afkomst interessant zijn om ook in de andere gebieden stemmen binnen te halen. Slechts een paar dagen voor de nationale conventie van Golkar trok Kalla zich terug. Hij accepteerde een aanbod van Susilo Bambang Yudhoyono, die aan een hoofd stond van een meerpartijencoalitie, om zijn running mate te zijn. In de eerste ronde werd het duo eerste met 33 procent van de stemmen. Omdat een meerderheid nodig was moesten zij het in de tweede ronde opnemen tegen de PDI-P-kandidaten Megawati Soekarnoputri en Hasyim Muzadi. Die tweede ronde werd gewonnen met 60 procent van de stemmen.
Ondanks de gewonnen verkiezingen stond het duo Yudhoyono/Kalla zwak ten opzichte van het parlement. Daar maakten Golkar en de PDI-P, die nu in de oppositie waren beland, de dienst uit. Kalla die nog steeds lid was van Golkar stelde zich met instemming van de president kandidaat voor het partijvoorzitterschap, nadat hij eerst overwogen had andere kandidaten te steunen. Kalla won de verkiezingen. Dit veranderde wel zijn verhouding met de president, want in zekere zin was hij nu machtiger dan de president, omdat hij het verschil kon maken in het parlement. President Yudhoyono begon zijn vicepresident steeds vaker over te slaan bij belangrijke beslissingen en overleggen, hoewel hij naar buiten toe de schijn probeerde op te houden dat er niets aan de hand was. In aanloop naar de Indonesische presidentsverkiezingen in 2009 stelde Kalla zichzelf namens Golkar kandidaat met generaal Wiranto als zijn running mate. Zij eindigden met 12 procent van de stemmen als derde bij de verkiezingen die door de zittende president Yudhoyono, maar dus met een nieuwe running mate, werden gewonnen.
Kalla werd in aanloop naar de Indonesische presidentsverkiezingen regelmatig genoemd als mogelijke kandidaat voor Golkar. Hij hield die optie in februari 2012 nog open, maar stelde zich uiteindelijk niet kandidaat. In plaats daarvan werd hij door de PDI-P gevraagd als running mate naast de nieuwe politieke ster Joko Widodo, op dat moment gouverneur van Java. Als zijn slippendrager werd Kalla voor een tweede keer gekozen als vicepresident. In die functie botste hij in maart 2015 met buurlanden Singapore en Maleisië die klaagden over de rookoverlast door de massale bosbranden op de Indonesische eilanden. Volgens Kalla bedankte zij Indonesië ook niet voor de elf maanden mooi weer en vond het onterecht dat Indonesië vanwege een maand overlast nu haar excuses zou moeten aanbieden.